# Rufus (ator)
Rufus (nascido em 19 de dezembro de 1942) ou Zio Vittorio é o nome artístico do ator ítalo-francês Jacques Narcy. É mais conhecido internacionalmente por sua atuação como Raphaël, o pai de Amélie Poulain em Amélie (2001). Participou do filme Train de vie de 1998, uma premiada tragicomédia sobre o Holocausto.